# Love for Sale (album de Tony Bennett et Lady Gaga)
Pour les articles homonymes, voir Love for Sale.
Albums de Tony Bennett et Lady Gaga
Cheek to Cheek
(2014)
Albums par Tony Bennett
Love Is Here to Stay
(2018)
Albums par Lady Gaga
Chromatica
(2020)
Love for Sale est le deuxième collaboratif des artistes américains Tony Bennett et Lady Gaga, sorti le 30 septembre 2021, chez Columbia et Interscope Records.
C'est le soixante et unième album studio de Tony Bennett, et le septième de Lady Gaga.
Après Cheek to Cheek (2014), leur premier album en duo, Love for Sale est enregistré entre 2018 et le début de l'année 2020, composé de reprises de divers standards de jazz du compositeur américain Cole Porter.
I Get a Kick Out of You sort en tant que premier single de l'album en tandem avec l'annonce officielle de l'album le 3 août 2021, suivi de deux performances live au Radio City Music Hall de New York. Son deuxième extrait Love for sale sort le 17 septembre.
Lady Gaga et Tony Bennett remportent le prix du meilleur album pop traditionnel lors de la 64e cérémonie des Grammy Awards.

## Genèse

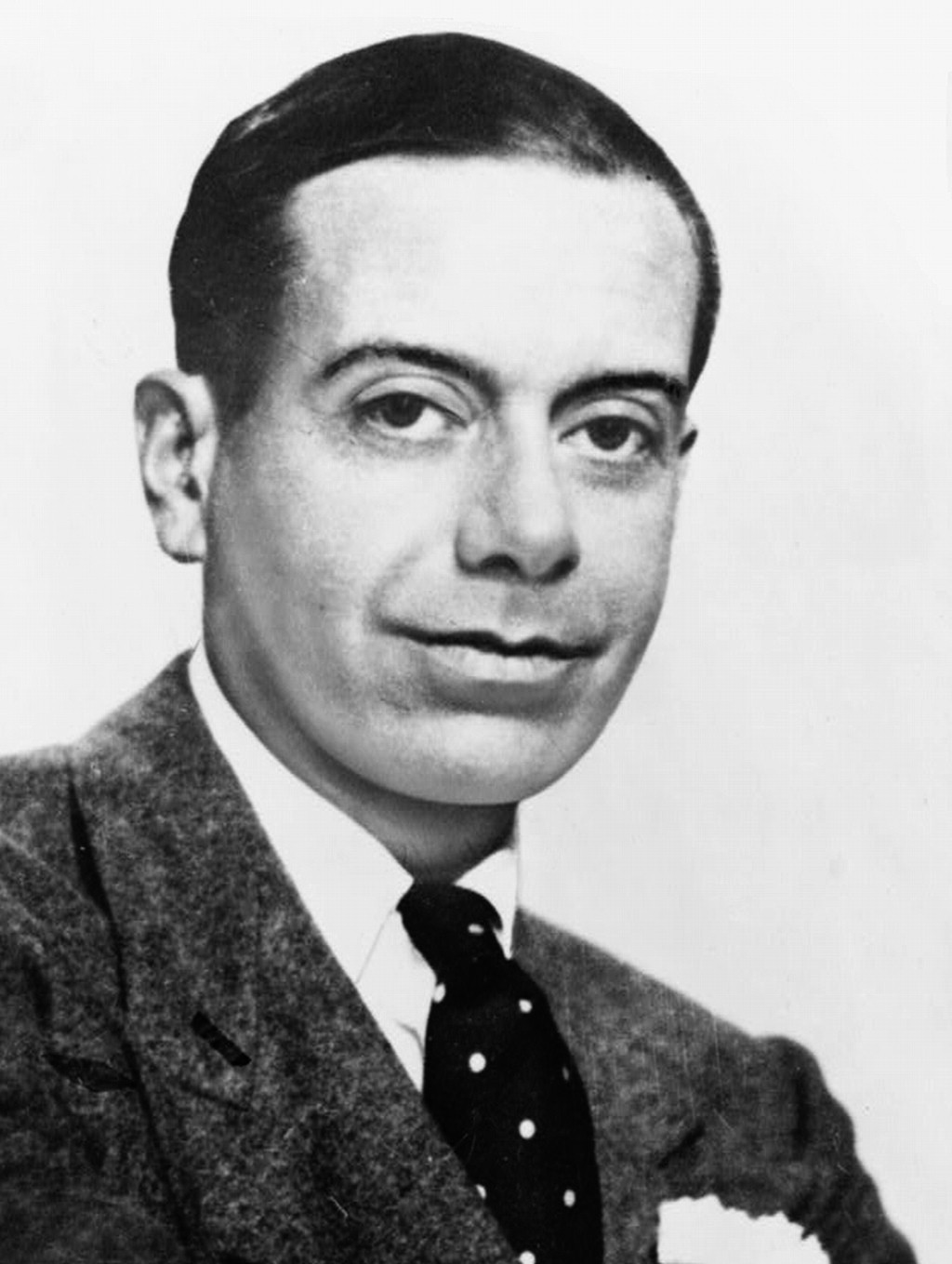
Love for Sale est un album créé en hommage à Cole Porter.

Tony Bennett et Lady Gaga se rencontrent pour la première fois en 2011, à New York, lors du gala de la Fondation Robin Hood qui lutte contre la pauvreté. Après cela, Bennett demande à Gaga de chanter en duo avec lui sur son album Duets II, et ils enregistrent la chanson "The Lady Is a Tramp". L'année suivante, il confirme à Rolling Stone que Gaga voulait enregistrer un album de jazz avec lui. L'enregistrement a lieu entre juin 2013 et le début de l'année 2014. Cheek to Cheek sort en septembre 2014 et débute numéro un des ventes d'album aux États-Unis, avec 131 000 exemplaires vendus au cours de sa première semaine. Il reçoit des critiques généralement positives, remportant un Grammy Award pour le Meilleur Album Vocal Pop Traditionnel à la 57e cérémonie des Grammy Awards.
Bennett déclare à Billboard qu'ils se sont inspirés de la comédie musicale de 1936 de Porter, Red, Hot and Blue, pour une éventuelle suite de Cheek to Cheek . Il déclare également : « Nous allons faire deux albums d'affilée avec elle (Gaga). Nous devrons essayer de le faire dès que possible, juste dans le cadre d'un deuxième album ». Lors de l'annonce de Love for Sale, le 3 août 2021, Gaga commente sur Twitter : « Le jour où nous avons sorti Cheek To Cheek en 2014, Tony Bennett m'a appelé et m'a demandé si je voulais enregistrer un autre album avec lui, cette fois en célébrant les chansons de Cole Porter. Je suis toujours honoré de chanter avec mon ami Tony, alors bien sûr j'ai accepté l'invitation ».
En février 2021, un article du magazine AARP a révèle que Bennett avait été diagnostiqué de la maladie d'Alzheimer en 2016.

## Enregistrement et composition
Les sessions d'enregistrement de l'album ont eu lieu aux Electric Lady Studios à New York  entre 2018 et début 2021.
Il sert d'hommage à Cole Porter et est l'ultime album de Bennett. Dans l'album, Gaga chante en solo sur les titres Do I Love You et Let's Do It, tandis que les interprétations en solo de Bennett sont So in Love et Just One of These Things.

## Sortie
Love for Sale sort en format cassette le 30 septembre 2021, la sortie sous les autres formats a lieu le 1re octobre. Les éditions standard de l'album contiennent dix chansons, tandis que les éditions numériques, les éditions exclusives Target et les éditions de luxe internationales contiennent deux chansons supplémentaires, I've Got You Under My Skin et You're the Top. Le CD international de luxe comprend deux livrets avec des affiches, des photos et un album live bonus, Cheek to Cheek Live !, contenant des chansons du spectacle télévisé du même nom. Des cassettes sortent avec différentes œuvres d'art dans des couleurs rose pâle et grises; les exemplaires d'abricot seront vendus exclusivement au Royaume-Uni,,. Outre la version noire, les disques vinyles de l'édition standard devraient également sortir en couleur jaune",,. Le vinyle de l'édition de luxe est disponible dans un coffret international, qui comprend également le précédent album collaboratif du duo, Cheek to Cheek, ainsi qu'un tapis tournant et un chiffon de nettoyage pour vinyle, tous deux avec des images de Bennett et Gaga imprimées sur eux.
Un coffret de collection en édition limitée comprend le vinyle standard Love for Sale, un carnet de croquis en relief personnalisé avec des croquis de Tony Bennett, un ensemble crayon/taille-crayon, des photos, des lithographies, des aquarelles, des réimpressions d'affiches de concert et une lettre réimprimée.

### Illustrations
L'illustration de la couverture de l'album des éditions standard et numérique comprend une photo de Bennett tenant un carnet de croquis qui représente une esquisse de profil de Gaga, tandis que Gaga se penche pour fixer le nœud papillon de Bennett. La session de sketch a été présentée dans un clip vidéo pour la chanson I Concentrate on You. Les personnes qui ont précommandé l'album dans n'importe quel format sur la boutique en ligne de Lady Gaga ont eu une chance de gagner l'illustration de la couverture signée par Gaga et Bennett. Les versions Target du CD et du vinyle présentent une autre illustration, montrant Gaga portant une robe noire, avec Bennett debout à côté d'elle en smoking, lui tenant le bras,. Le 14 septembre, ils ont annoncé quatre couvertures alternatives limitées disponibles en format CD.

## Promotion
En raison de son état de santé, Bennett n'a pas pu participer aux interviews promotionnelles. Le 30 septembre 2021, Gaga apparaît en solo lors de l'événement de streaming First Listen d'Apple Music, où elle discute de la réalisation de Love for Sale avec Zane Lowe, répond aux questions des fans et joue des chansons de l'album peu avant sa sortie. Le même mois, elle sort la palette d'ombres à paupières Love for Sale par le biais de sa marque de maquillage, Haus Laboratories, qui a été inspirée par la création de l'album.

### Prestations en public et émissions spéciales
Le 2 juillet 2021, Bennett et Gaga se sont produits pour MTV Unplugged, qui a été filmé devant un public de studio intime à New York, avec un programme spécial diffusé sur MTV pendant l'hiver. Le duo présente également deux spectacles au Radio City Music Hall, les 3 et 5 août, intitulés One Last Time: an Evening with Tony Bennett and Lady Gaga . Il s'agissait des dernières représentations publiques de Bennett, car peu de temps après qu'il s'est retiré de la scène sur « ordre des médecins ». Une émission spéciale d'une heure devrait être diffusée sur CBS pendant le week-end de Thanksgiving, qui est le rendu filmé des deux concerts de One Last Time.

### Singles et clips
I Get a Kick Out of You est sorti en tant que premier single de l'album le 3 août sur les plateformes numériques, et son clip est sorti sur MTV le 6 août. Son deuxième single, la chanson titre, est sorti le 17 septembre, tandis que la vidéo a été créée le 18 septembre, également sur MTV. Le jour de la sortie de l'album, ils ont sorti trois clips musicaux différents : I Concentrate on You, I've Got You Under My Skin, qui a été diffusé en avant-première sur MTV, et " Dream Dancing ", sorti exclusivement par la radio italienne Radio Monte-Carlo.

## Réception critique
Chez Metacritic, qui attribue une note sur 100 en faisant la moyenne des notes données par des revus grand public, Love for Sale a reçu un score de 72 sur la base de sept critiques, indiquant « des critiques généralement favorables ».
El Hunt a déclaré dans une critique pour NME que les deux chanteurs "échangent des lignes de manière joueuse". Dans la critique de l'album par Rolling Stone, Joe Gross qualifie la collaboration de Bennett et Gaga d' « équipe de super-héros ». Gross a décrit la contribution de Gaga comme « effrontée »,de la même manière, Hunt a déclaré que "certaines paroles prennent une signification contemporaine ironique". Écrivant pour The Independent, Helen Brown fait également l'éloge ' versions de Love for Sale des chansons de Cole Porter, déclarant que si l'écriture de chansons de Porter "est parfois critiquée pour son manque de profondeur émotionnelle [Bennett et Gaga] dansent à travers son jeu de mots plein d'esprit et apportent une humanité nuancée " et que le duo "a une alchimie qui crépite contre vents et marées". Écrivant pour The Guardian, Alexis Petridis a décrit l'album comme "étant un plaisir contagieux". Petridis a fait l'éloge des performances "authentiques" de Gaga, tout en notant que Gaga "a parfois l'impression qu'elle s'amuse trop pour injecter le pathos requis dans une chanson" et que la chanteuse est mieux servie pour des "chansons d'amour plus légères et plus rapides".
Certains critiques ont noté que l'âge et la santé de Bennett ont eu un impact sur sa voix. Hunt a déclaré que sa voix « est devenue plus rugueuse et râpeuse avec l'âge », tandis que le journaliste musical Neil McCormick l'a décrit comme « si fine qu'elle est devenue presque translucide » dans une critique pour le Daily Telegraph . Petridis qualifie la performance de Bennett d' "assez remarquable" malgré l'âge et l'état de santé du chanteur dans sa critique pour The Guardian. Mary Siroky de Consequence pense que Gaga "fait pas mal de performances sur Love for Sale, mais la voix de Bennett reste limpide", et estime que le disque fonctionne mieux "quand les deux sont ensemble".

## Liste des pistes
Toutes les chansons de Love for Sale sont écrites par Cole Porter et produites par Dae Bennett.
| Love for Sale – Standard edition | Love for Sale – Standard edition        | Love for Sale – Standard edition | Love for Sale – Standard edition | Love for Sale – Standard edition | Love for Sale – Standard edition | Love for Sale – Standard edition | Love for Sale – Standard edition | Love for Sale – Standard edition | Love for Sale – Standard edition |
| No                               | Titre                                   | Durée                            |                                  |                                  |                                  |                                  |                                  |                                  |                                  |
| -------------------------------- | --------------------------------------- | -------------------------------- | -------------------------------- | -------------------------------- | -------------------------------- | -------------------------------- | -------------------------------- | -------------------------------- | -------------------------------- |
| 1.                               | It's De-Lovely                          | 2:53                             |                                  |                                  |                                  |                                  |                                  |                                  |                                  |
| 2.                               | Night and Day                           | 3:42                             |                                  |                                  |                                  |                                  |                                  |                                  |                                  |
| 3.                               | Love for Sale                           | 3:40                             |                                  |                                  |                                  |                                  |                                  |                                  |                                  |
| 4.                               | Do I Love You? (Gaga solo)              | 4:48                             |                                  |                                  |                                  |                                  |                                  |                                  |                                  |
| 5.                               | I Concentrate on You                    | 3:56                             |                                  |                                  |                                  |                                  |                                  |                                  |                                  |
| 6.                               | I Get a Kick Out of You                 | 3:33                             |                                  |                                  |                                  |                                  |                                  |                                  |                                  |
| 7.                               | So in Love (Bennett solo)               | 4:31                             |                                  |                                  |                                  |                                  |                                  |                                  |                                  |
| 8.                               | Let's Do It (Gaga solo)                 | 3:36                             |                                  |                                  |                                  |                                  |                                  |                                  |                                  |
| 9.                               | Just One of Those Things (Bennett solo) | 2:59                             |                                  |                                  |                                  |                                  |                                  |                                  |                                  |
| 10.                              | Dream Dancing                           | 4:16                             |                                  |                                  |                                  |                                  |                                  |                                  |                                  |
| 36:00                            |                                         |                                  |                                  |                                  |                                  |                                  |                                  |                                  |                                  |

| Love for Sale – Digital, Target, and International deluxe editions, | Love for Sale – Digital, Target, and International deluxe editions, | Love for Sale – Digital, Target, and International deluxe editions, | Love for Sale – Digital, Target, and International deluxe editions, | Love for Sale – Digital, Target, and International deluxe editions, | Love for Sale – Digital, Target, and International deluxe editions, | Love for Sale – Digital, Target, and International deluxe editions, | Love for Sale – Digital, Target, and International deluxe editions, | Love for Sale – Digital, Target, and International deluxe editions, | Love for Sale – Digital, Target, and International deluxe editions, |
| No                                                                  | Titre                                                               | Durée                                                               |                                                                     |                                                                     |                                                                     |                                                                     |                                                                     |                                                                     |                                                                     |
| ------------------------------------------------------------------- | ------------------------------------------------------------------- | ------------------------------------------------------------------- | ------------------------------------------------------------------- | ------------------------------------------------------------------- | ------------------------------------------------------------------- | ------------------------------------------------------------------- | ------------------------------------------------------------------- | ------------------------------------------------------------------- | ------------------------------------------------------------------- |
| 1.                                                                  | It's De-Lovely                                                      | 2:53                                                                |                                                                     |                                                                     |                                                                     |                                                                     |                                                                     |                                                                     |                                                                     |
| 2.                                                                  | Night and Day                                                       | 3:42                                                                |                                                                     |                                                                     |                                                                     |                                                                     |                                                                     |                                                                     |                                                                     |
| 3.                                                                  | Love for Sale                                                       | 3:40                                                                |                                                                     |                                                                     |                                                                     |                                                                     |                                                                     |                                                                     |                                                                     |
| 4.                                                                  | Do I Love You (Gaga solo)                                           | 4:48                                                                |                                                                     |                                                                     |                                                                     |                                                                     |                                                                     |                                                                     |                                                                     |
| 5.                                                                  | I've Got You Under My Skin                                          | 3:05                                                                |                                                                     |                                                                     |                                                                     |                                                                     |                                                                     |                                                                     |                                                                     |
| 6.                                                                  | I Concentrate on You                                                | 3:56                                                                |                                                                     |                                                                     |                                                                     |                                                                     |                                                                     |                                                                     |                                                                     |
| 7.                                                                  | I Get a Kick Out of You                                             | 3:33                                                                |                                                                     |                                                                     |                                                                     |                                                                     |                                                                     |                                                                     |                                                                     |
| 8.                                                                  | So in Love (Bennett solo)                                           | 4:31                                                                |                                                                     |                                                                     |                                                                     |                                                                     |                                                                     |                                                                     |                                                                     |
| 9.                                                                  | Let's Do It (Gaga solo)                                             | 3:36                                                                |                                                                     |                                                                     |                                                                     |                                                                     |                                                                     |                                                                     |                                                                     |
| 10.                                                                 | Dream Dancing                                                       | 4:16                                                                |                                                                     |                                                                     |                                                                     |                                                                     |                                                                     |                                                                     |                                                                     |
| 11.                                                                 | Just One of Those Things (Bennett solo)                             | 2:59                                                                |                                                                     |                                                                     |                                                                     |                                                                     |                                                                     |                                                                     |                                                                     |
| 12.                                                                 | You're the Top                                                      | 2:49                                                                |                                                                     |                                                                     |                                                                     |                                                                     |                                                                     |                                                                     |                                                                     |
| 41:08                                                               |                                                                     |                                                                     |                                                                     |                                                                     |                                                                     |                                                                     |                                                                     |                                                                     |                                                                     |

| Love for Sale – Japanese deluxe edition bonus track | Love for Sale – Japanese deluxe edition bonus track | Love for Sale – Japanese deluxe edition bonus track | Love for Sale – Japanese deluxe edition bonus track | Love for Sale – Japanese deluxe edition bonus track | Love for Sale – Japanese deluxe edition bonus track | Love for Sale – Japanese deluxe edition bonus track | Love for Sale – Japanese deluxe edition bonus track | Love for Sale – Japanese deluxe edition bonus track | Love for Sale – Japanese deluxe edition bonus track |
| No                                                  | Titre                                               | Durée                                               |                                                     |                                                     |                                                     |                                                     |                                                     |                                                     |                                                     |
| --------------------------------------------------- | --------------------------------------------------- | --------------------------------------------------- | --------------------------------------------------- | --------------------------------------------------- | --------------------------------------------------- | --------------------------------------------------- | --------------------------------------------------- | --------------------------------------------------- | --------------------------------------------------- |
| 13.                                                 | Anything Goes (Live à Washington en 2015)           | 2:19                                                |                                                     |                                                     |                                                     |                                                     |                                                     |                                                     |                                                     |
| 43:27                                               |                                                     |                                                     |                                                     |                                                     |                                                     |                                                     |                                                     |                                                     |                                                     |

| Love for Sale – International deluxe edition bonus audio CD - | Love for Sale – International deluxe edition bonus audio CD - | Love for Sale – International deluxe edition bonus audio CD - | Love for Sale – International deluxe edition bonus audio CD - | Love for Sale – International deluxe edition bonus audio CD - | Love for Sale – International deluxe edition bonus audio CD - | Love for Sale – International deluxe edition bonus audio CD - | Love for Sale – International deluxe edition bonus audio CD - | Love for Sale – International deluxe edition bonus audio CD - | Love for Sale – International deluxe edition bonus audio CD - |
| No                                                            | Titre                                                         | Auteur                                                        | Durée                                                         |                                                               |                                                               |                                                               |                                                               |                                                               |                                                               |
| ------------------------------------------------------------- | ------------------------------------------------------------- | ------------------------------------------------------------- | ------------------------------------------------------------- | ------------------------------------------------------------- | ------------------------------------------------------------- | ------------------------------------------------------------- | ------------------------------------------------------------- | ------------------------------------------------------------- | ------------------------------------------------------------- |
| 1.                                                            | Anything Goes                                                 | Porter                                                        | 2:26                                                          |                                                               |                                                               |                                                               |                                                               |                                                               |                                                               |
| 2.                                                            | Cheek to Cheek                                                | Irving Berlin                                                 | 3:27                                                          |                                                               |                                                               |                                                               |                                                               |                                                               |                                                               |
| 3.                                                            | They All Laughed                                              | - George Gershwin - Ira Gershwin                              | 2:00                                                          |                                                               |                                                               |                                                               |                                                               |                                                               |                                                               |
| 4.                                                            | The Lady's in Love with You (Bennett solo)                    | Burton Lane                                                   | 1:52                                                          |                                                               |                                                               |                                                               |                                                               |                                                               |                                                               |
| 5.                                                            | Nature Boy                                                    | Eden Ahbez                                                    | 4:17                                                          |                                                               |                                                               |                                                               |                                                               |                                                               |                                                               |
| 6.                                                            | Goody Goody                                                   | - Matty Malneck - Johnny Mercer                               | 2:23                                                          |                                                               |                                                               |                                                               |                                                               |                                                               |                                                               |
| 7.                                                            | How Do You Keep the Music Playing? (Bennett solo)             | Michel Legrand                                                | 4:51                                                          |                                                               |                                                               |                                                               |                                                               |                                                               |                                                               |
| 8.                                                            | Bang Bang (My Baby Shot Me Down) (Gaga solo)                  | Sonny Bono                                                    | 4:43                                                          |                                                               |                                                               |                                                               |                                                               |                                                               |                                                               |
| 9.                                                            | Bewitched, Bothered and Bewildered (Gaga solo)                | - Richard Rodgers - Lorenz Hart                               | 3:56                                                          |                                                               |                                                               |                                                               |                                                               |                                                               |                                                               |
| 10.                                                           | Firefly                                                       | - Cy Coleman - Carolyn Leigh                                  | 2:05                                                          |                                                               |                                                               |                                                               |                                                               |                                                               |                                                               |
| 11.                                                           | I Won't Dance                                                 | - Jerome Kern - Oscar Hammerstein II - Otto Harbach           | 4:21                                                          |                                                               |                                                               |                                                               |                                                               |                                                               |                                                               |
| 12.                                                           | Don't Wait Too Long (Bennett solo)                            | Sunny Skylar                                                  | 3:14                                                          |                                                               |                                                               |                                                               |                                                               |                                                               |                                                               |
| 13.                                                           | I Can't Give You Anything but Love                            | - Jimmy McHugh - Dorothy Fields                               | 3:41                                                          |                                                               |                                                               |                                                               |                                                               |                                                               |                                                               |
| 14.                                                           | Lush Life (Gaga solo)                                         | Billy Strayhorn                                               | 5:06                                                          |                                                               |                                                               |                                                               |                                                               |                                                               |                                                               |
| 15.                                                           | Sophisticated Lady (Bennett solo)                             | - Duke Ellington - Irving Mills - Mitchell Parish             | 2:56                                                          |                                                               |                                                               |                                                               |                                                               |                                                               |                                                               |
| 16.                                                           | Let's Face the Music and Dance                                | Berlin                                                        | 2:07                                                          |                                                               |                                                               |                                                               |                                                               |                                                               |                                                               |
| 17.                                                           | Ev'ry Time We Say Goodbye (Gaga solo)                         | Porter                                                        | 3:57                                                          |                                                               |                                                               |                                                               |                                                               |                                                               |                                                               |
| 18.                                                           | But Beautiful                                                 | - Jimmy Van Heusen - Johnny Burke                             | 4:23                                                          |                                                               |                                                               |                                                               |                                                               |                                                               |                                                               |
| 19.                                                           | It Don't Mean a Thing                                         | - Ellington - Mills                                           | 2:43                                                          |                                                               |                                                               |                                                               |                                                               |                                                               |                                                               |
| 64:21                                                         |                                                               |                                                               |                                                               |                                                               |                                                               |                                                               |                                                               |                                                               |                                                               |

| Love for Sale – Double vinyl box set edition bonus LP - Cheek to Cheek | Love for Sale – Double vinyl box set edition bonus LP - Cheek to Cheek | Love for Sale – Double vinyl box set edition bonus LP - Cheek to Cheek | Love for Sale – Double vinyl box set edition bonus LP - Cheek to Cheek | Love for Sale – Double vinyl box set edition bonus LP - Cheek to Cheek | Love for Sale – Double vinyl box set edition bonus LP - Cheek to Cheek | Love for Sale – Double vinyl box set edition bonus LP - Cheek to Cheek | Love for Sale – Double vinyl box set edition bonus LP - Cheek to Cheek | Love for Sale – Double vinyl box set edition bonus LP - Cheek to Cheek | Love for Sale – Double vinyl box set edition bonus LP - Cheek to Cheek |
| No                                                                     | Titre                                                                  | Durée                                                                  |                                                                        |                                                                        |                                                                        |                                                                        |                                                                        |                                                                        |                                                                        |
| ---------------------------------------------------------------------- | ---------------------------------------------------------------------- | ---------------------------------------------------------------------- | ---------------------------------------------------------------------- | ---------------------------------------------------------------------- | ---------------------------------------------------------------------- | ---------------------------------------------------------------------- | ---------------------------------------------------------------------- | ---------------------------------------------------------------------- | ---------------------------------------------------------------------- |
| 1.                                                                     | Anything Goes                                                          | 2:04                                                                   |                                                                        |                                                                        |                                                                        |                                                                        |                                                                        |                                                                        |                                                                        |
| 2.                                                                     | Cheek to Cheek                                                         | 2:51                                                                   |                                                                        |                                                                        |                                                                        |                                                                        |                                                                        |                                                                        |                                                                        |
| 3.                                                                     | Nature Boy                                                             | 4:08                                                                   |                                                                        |                                                                        |                                                                        |                                                                        |                                                                        |                                                                        |                                                                        |
| 4.                                                                     | I Can't Give You Anything but Love                                     | 3:13                                                                   |                                                                        |                                                                        |                                                                        |                                                                        |                                                                        |                                                                        |                                                                        |
| 5.                                                                     | I Won't Dance                                                          | 3:57                                                                   |                                                                        |                                                                        |                                                                        |                                                                        |                                                                        |                                                                        |                                                                        |
| 6.                                                                     | Firefly                                                                | 1:58                                                                   |                                                                        |                                                                        |                                                                        |                                                                        |                                                                        |                                                                        |                                                                        |
| 7.                                                                     | Lush Life (Gaga solo)                                                  | 4:15                                                                   |                                                                        |                                                                        |                                                                        |                                                                        |                                                                        |                                                                        |                                                                        |
| 8.                                                                     | Sophisticated Lady (Bennett solo)                                      | 3:49                                                                   |                                                                        |                                                                        |                                                                        |                                                                        |                                                                        |                                                                        |                                                                        |
| 9.                                                                     | Let's Face the Music and Dance                                         | 2:07                                                                   |                                                                        |                                                                        |                                                                        |                                                                        |                                                                        |                                                                        |                                                                        |
| 10.                                                                    | But Beautiful                                                          | 4:04                                                                   |                                                                        |                                                                        |                                                                        |                                                                        |                                                                        |                                                                        |                                                                        |
| 11.                                                                    | It Don't Mean a Thing (If It Ain't Got That Swing)                     | 2:24                                                                   |                                                                        |                                                                        |                                                                        |                                                                        |                                                                        |                                                                        |                                                                        |
| 34:43                                                                  |                                                                        |                                                                        |                                                                        |                                                                        |                                                                        |                                                                        |                                                                        |                                                                        |                                                                        |

## Classements
| Classement (2021)                      | Meilleure position |
| -------------------------------------- | ------------------ |
| Australie (ARIA)                       | 11                 |
| Australie Jazz & Blues Albums (ARIA)   | 1                  |
| Autriche (Ö3 Austria Top 40)           | 4                  |
| Belgique (Flandre Ultratop)            | 11                 |
| Belgique (Wallonie Ultratop)           | 5                  |
| Canada (Canadian Albums)               | 33                 |
| Croatie International Albums (HDU)     | 3                  |
| Tchéquie (IFPI)                        | 28                 |
| Pays-Bas (Mega Album Top 100)          | 10                 |
| France (SNEP)                          | 6                  |
| French Top Albums Jazz (SNEP)          | 1                  |
| Allemagne (Media Control AG)           | 5                  |
| Grèce Albums (IFPI)                    | 32                 |
| Hongrie (Mahasz)                       | 34                 |
| Irlande (IRMA)                         | 24                 |
| Italie (FIMI)                          | 8                  |
| Japan Hot Albums (Billboard Japan)     | 29                 |
| Japon (Oricon)                         | 32                 |
| Pologne (ZPAV)                         | 7                  |
| Portugal (AFP)                         | 3                  |
| Écosse (OCC)                           | 5                  |
| Slovaquie (ČNS IFPI)                   | 74                 |
| Espagne (Promusicae)                   | 12                 |
| Suède Jazz Albums (Sverigetopplistan)  | 1                  |
| Suisse (Schweizer Hitparade)           | 2                  |
| Royaume-Uni (UK Albums Chart)          | 6                  |
| Royaume-Uni Jazz Albums (OCC)          | 1                  |
| États-Unis (Billboard 200)             | 8                  |
| États-Unis (Top Jazz Albums)           | 1                  |
| US Traditional Jazz Albums (Billboard) | 1                  |
| US Top Tastemaker Albums (Billboard)   | 2                  |

| Classement (2021)                      | Position |
| -------------------------------------- | -------- |
| Australie Jazz and Blues Albums (ARIA) | 5        |
| Portugal Albums (AFP)                  | 78       |
| US Jazz Albums (Billboard)             | 9        |
| US Top Album Sales (Billboard)         | 81       |

## Historique des sorties
| Région     | Date              | Format(s)                           | Édition(s)          | Étiquettes)             | Ref.   |
| ---------- | ----------------- | ----------------------------------- | ------------------- | ----------------------- | ------ |
| États-Unis | 30 septembre 2021 | Cassette                            | Standard            | - Columbia - Interscope | [ 76 ] |
| Divers     | 1er octobre 2021  | - CD - digital download - streaming | - Standard - deluxe | - Columbia - Interscope | [ 77 ] |
| Divers     | 1er octobre 2021  | - Box set - cassette - vinyl        | Standard            | - Columbia - Interscope | ,      |
| Brésil     | 19 novembre 2021  | CD                                  | Standard            | Universal Music Group   | .      |